# Ruta de la pentosa fosfato
La ruta de la pentosa fosfato, también conocida como lanzadera o shunt de la pentosa fosfato, es una ruta metabólica estrechamente relacionada con la glucólisis, durante la cual se utiliza la glucosa para generar ribosa, que es necesaria para la biosíntesis de nucleótidos y ácidos nucleicos. Además, también se obtiene poder reductor en forma de NADPH que se utilizará como coenzima de enzimas propias del metabolismo anabólico.
De esta manera, este proceso metabólico, el cual es regulado por insulina, tiene una doble función, ya que la glucosa se usa para formar NADPH, mientras que también se puede transformar en otros componentes del metabolismo, especialmente pentosas, utilizadas para la síntesis de nucleótidos y de ácidos nucleicos. Así, se forma un puente entre rutas anabólicas y catabólicas de la glucosa.
La ruta de la pentosa fosfato tiene lugar en el citosol, y puede dividirse en dos fases:
- Fase oxidativa: se genera NADPH.
- Fase no oxidativa: se sintetizan pentosas-fosfato y otros monosacáridos-fosfato.

## Fase oxidativa
Durante fase oxidativa, a partir de glucosa-6-fosfato obtenida mediante la fosforilación de la glucosa libre, se obtiene NADPH y finalmente se forma la pentosa ribulosa-5-fosfato, motivo por el cual este proceso metabólico se denomina “la ruta de la pentosa fosfato”. 
La primera reacción es la oxidación de la glucosa-6-fosfato, llevada a cabo por la enzima glucosa-6-fosfato deshidrogenasa. En este primer paso se deshidrogena el grupo C1 para dar un grupo carboxilo, el cual, junto al C5, forma una lactona, es decir, un éster intramolecular. Es aquí donde se liberan dos hidrógenos de los cuales se transfiere un protón (H+) y dos electrones (e-) (hidridión) al NADP+ que actúa como aceptor de electrones reduciéndose hasta formar la primera molécula de NADPH; el protón sobrante queda libre en el medio.
Acto seguido, se produce la hidrólisis de la lactona gracias a la actuación de la lactonasa, con lo que se obtiene el ácido libre 6-fosfogluconato. Seguidamente, este último se transforma en ribulosa-5-fosfato por acción de la 6-fosfogluconato deshidrogenasa. Aquí se obtiene la segunda molécula de NADPH, además de la liberación de una molécula de CO2 debido a la descarboxilación oxidativa del ácido libre. 
Finalmente, la enzima pentosa-5-fosfato isomerasa, mediante un intermediario endiol, isomeriza la ribulosa-5-fosfato y la convierte en ribosa-5-fosfato, gracias a la transformación del grupo cetosa en aldosa. Esta última reacción prepara un componente central de la síntesis de nucleótidos para la biosíntesis de RNA, DNA y cofactores de nucleótidos. Al mismo tiempo, lleva a cabo la transición hacia la fase no oxidativa de la ruta metabólica de la pentosa fosfato.
De este modo se acaba obteniendo dos moléculas de NADPH que, además de su uso en la biosíntesis reductiva, también es responsable del mantenimiento de un medio reductor en la célula. Esto puede verse si hay un déficit de glucosa-6-fosfato deshidrogenasa, producido por un defecto en un gen que se encuentra en el cromosoma X, pudiendo afectar con mayor proporción a los varones. 
Los glóbulos rojos de la sangre necesitan grandes cantidades de NADPH para la reducción de la hemoglobina oxidada y para poder regenerar el glutatión reducido, un antioxidante que presenta importantes funciones como la eliminación de peróxidos y la reducción de ferrihemoglobina (Fe3+). Estas necesidades se ven cubiertas gracias a la ruta de la pentosa fosfato con el intermediario de reducción NADPH. Sin embargo, si existe este defecto genético, debido a la ingesta de algún determinado medicamento, como el antimalárico primaquina, o algunos vegetales, como por ejemplo las habas, los eritrocitos se distribuyen en un lugar de debilidad, pudiendo desenvolver en una grave anemia hemolítica. Esta mutación genética podría aumentar la producción de peróxidos y con ello también habría la oxidación de los lípidos de membrana, junto a la aceleración de la degradación de los eritrocitos. De este modo, se puede observar como la ruta de la pentosa fosfato es la única vía metabólica por la cual estas células pueden producir NADPH. 
A pesar de todo, los afectados por este problema congénito se ven altamente favorecidos en un aspecto. Estos suelen vivir en zonas tropicales, ya que son mejores protectores contra infecciones de malaria. Esto puede verse explicado por la necesidad inmediata de los plasmodios hacia un medio reducido para su metabolismo, ya que los parásitos resisten mucho menos el estrés oxidativo respecto a sus células huésped. 

Fase oxidativa de la ruta de la pentosa fosfato.

Todas las reacciones de esta primera parte del proceso metabólico se ven resumidas en la siguiente tabla:
| Reactivos                   | Productos                          | Enzima                           | Descripción |
| Glucosa-6-fosfato + NADP+   | → 6-fosfogluconolactona + NADPH    | Glucosa-6-fosfato deshidrogenasa | Deshidrogenación. El grupo hidroxilo localizado en el C1 de la glucosa-6-fosfato es convertido en un grupo carbonilo, generando una lactona y una molécula de NADPH durante el proceso. |
| 6-fosfogluconolactona + H2O | → 6-fosfogluconato + H+            | 6-Fosfoglucolactonasa            | Hidrólisis |
| 6-fosfogluconato + NADP+    | → Ribulosa-5-fosfato + NADPH + CO2 | 6-Fosfoglucanato deshidrogenasa  | Descarboxilación. El NADP+ es el aceptor de electrones, generando otra molécula de NADPH, un CO2 i Ribulosa-5-fosfato.                                                                  |

La reacción general de esta primera fase es:
Glucosa-6-fosfato + 2 NADP+ + H2O → Ribulosa-5-fosfato + 2 NADPH + 2 H+ + CO2

Así, se puede ver como el NADPH es usado en la síntesis de ácidos grasos y colesterol, reacciones de hidroxilación de neurotransmisores, detoxificación de peróxidos de hidrógeno, así como en el mantenimiento del glutatión en su forma reducida.

## Fase no oxidativa
En este segundo proceso se encuentran una compleja secuencia de reacciones que permiten cambiar los azúcares C3, C4, C5, C6 y C7 de las pentosas para poder formar finalmente gliceraldehído-3-fosfato y fructosa-6-fosfato, los cuales podrán seguir directamente con la glucólisis. 
Esta fase conlleva toda una serie de reacciones reversibles, el sentido de las cuales depende de la disponibilidad del sustrato. Asimismo, la isomerización de ribulosa-5-fosfato a ribosa-5-fosfato es también reversible. Esto nos permite poder eliminar el excedente de ribosa-5-fosfato para acabar transformándolo en productos intermediarios de la glucólisis.
La primera reacción llevada a cabo es la epimerización, regulada mediante la enzima pentosa-5-fosfato epimerasa, que convertirá la ribulosa-5-fosfato, producto de la fase oxidativa, en xilulosa-5-fosfato, generando así el sustrato necesario para la siguiente reacción controlada por la transcetolasa, la cual actúa junto a la coenzima pirofosfato de tiamina (TPP). Ésta convertirá la xilulosa-5-fosfato en ribosa-5-fosfato y, mediante la transferencia de una unidad de C2 de la cetosa a la aldosa, se producirá gliceraldehído-3-fosfato y sedoheptulosa-7-fosfato.
Sucedido esto, la transaldolasa, con la ayuda de un resto lisina en su centro activo, transfiere una unidad C3 de la sedoheptulosa-7-fosfato a gliceraldehído-3-fosfato, con lo que se formarán la tetrosa eritrosa-4-fosfato, además de uno de los primeros productos finales: la hexosa fructosa-6-fosfato, la cual se dirigirá hacia la glucólisis. 
Acto seguido, la enzima transcetolasa vuelve a transferir una unidad C2, desde la xilulosa-5-fosfato a eritrosa-4-fosfato, consiguiendo así formar otra molécula de fructosa-6-fosfato y un gliceraldehído-3-fosfato, ambos intermediarios de la glucólisis. De esta manera, se cierra la fase no oxidativa de esta ruta metabólica.
Esta fase de la ruta conectará los procesos metabólicos que generan NADPH con los que originan NADH/ATP. Por otra parte, el gliceraldehído-3-fosfato y la fructosa-6-fosfato pueden intervenir, en vez de en el glucólisis, en la gluconeogénesis para formar una nueva síntesis de glucosa. 

Fase no oxidativa de la ruta de la pentosa fosfato.

Todas las reacciones de esta segunda parte del proceso metabólico se ven resumidas en la siguiente tabla:
| Reactivos                                          | Productos                                            | Enzima                         |
| Ribulosa-5-fosfato                                 | → Ribosa-5-fosfato                                   | Ribulosa-5-fosfato Isomerasa   |
| Ribulosa-5-fosfato                                 | → Xilulosa-5-fosfato                                 | Ribulosa-5-fosfato 3-Epimerasa |
| Xilulosa-5-fosfato + Ribosa-5-fosfato              | → Gliceraldehído-3-fosfato + Sedoheptulosa-7-fosfato | Transcetolasa                  |
| Sedoheptulosa-7-fosfato + Gliceraldehído-3-fosfato | → Eritrosa-4-fosfato + Fructosa-6-fosfato            | Transaldolasa                  |
| Xilulosa-5-fosfato + Eritrosa-4-fosfato            | → Gliceraldehído-3-fosfato + Fructosa-6-fosfato      | Transcetolasa                  |

## La célula y la ruta de la pentosa fosfato
La ruta de la pentosa fosfato tiene una gran flexibilidad, de hecho, es un módulo ideal del metabolismo, que se adapta continuamente a las cantidades requeridas de ATP, NADPH, ribosa-5-fosfato, piruvato o acetil-CoA, según las necesidades de la célula.
Esta ruta se ve regulada mediante la enzima glucosa-6-fosfato deshidrogenasa. El regulador más importante es la oferta de NADP+, el cual actúa como activador alostérico, mientras que el NADPH disminuye la actividad de la enzima como inhibidor competitivo. En condiciones fisiológicas el NADPH se encuentra en mayor proporción (70:1) respecto NADP+, si hubiese una utilización de equivalentes de reducción conduciría rápidamente a la estimulación de la deshidrogenasa debido al aumento de la cantidad de NADP+. 
Consecuentemente, esta ruta metabólica transcurre fuertemente en el tejido adiposo, donde hay una gran oferta de glucosa y una alta necesidad de NADPH, requerido para la biosíntesis de ácidos grasos. Por el contrario, en el tejido muscular, se encuentra una baja necesidad de NADPH, por lo que se realiza la inversión de la ruta. 
En el caso del tejido adiposo, se dará lugar a NADPH para las células del tejido, pero, la formación de ribosa-5-fosfato no dará suficiente síntesis de nucleótidos, hecho que provocará la conversión de las pentosas en gliceraldehído-3-fosfato y fructosa-6-fosfato. Por lo general, estas biomoléculas se incorporarán en la glucólisis, con la ayuda de la enzima piruvato deshidrogenasa, para formar, finalmente, acetil-CoA necesario para la síntesis de ácidos grasos. Así pues, en la glucólisis simultáneamente se forman equivalentes de reducción (NADPH, NADH) y también de energía (ATP). Este proceso se detiene cuando ya hay suficiente y, además, se han cubierto las necesidades de ATP. En este momento, los productos finales de la fase no oxidativa de esta ruta metabólica podrán incorporarse en la gluconeogénesis, para formar nuevamente glucosa-6-fosfato y cerrar el ciclo.
Por último, hay otro tipo de células, las proliferantes que también se aprovechan de la gran flexibilidad de este proceso metabólico. Estas necesitan una gran cantidad de ribosa-5-fosfato para poder sintetizar ácidos nucleicos y, así, replicarse con facilidad y rapidez. De este modo, la ruta puede invertirse, gracias a la reversibilidad de sus reacciones y, a partir de una molécula de gliceraldehído-3-fosfato y dos de fructosa-6-fosfato, obtendremos como producto tres moléculas de ribosa-5-fosfato, sin formarse ningún NADPH.